# Fata madrina

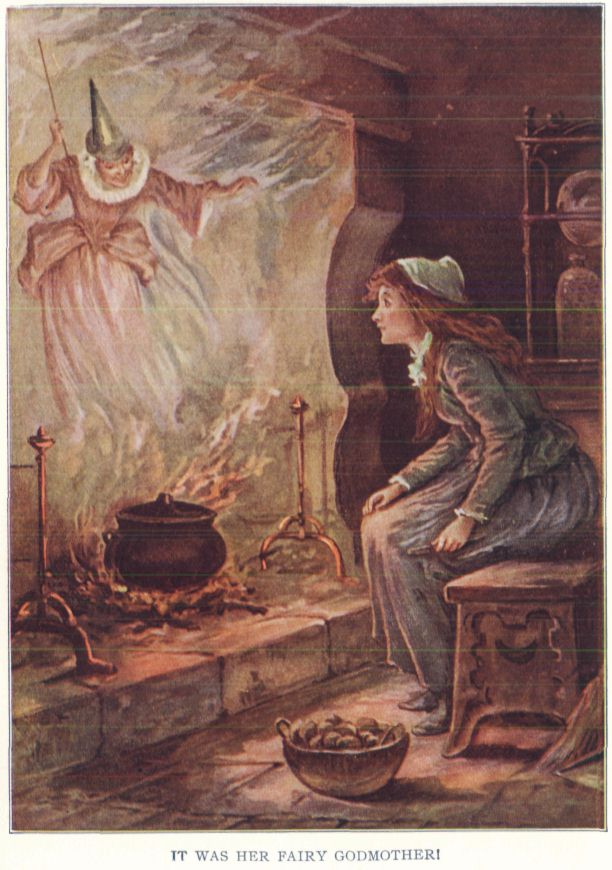
La fata madrina compare a Cenerentola in un'illustrazione della fiaba.

La fata madrina è un personaggio delle fiabe, una fata con poteri magici che agisce da mentore o genitrice per qualcuno, nel ruolo che una vera madrina aveva in molte società.
Nello schema di Propp, la fata madrina è un caso speciale di "donatore".

## Descrizione
Le fate madrine sono diventate figure familiari delle fiabe grazie alla popolarità delle fiabe letterarie di Madame d'Aulnoy e altre preziose, oltre a Charles Perrault. Hanno le loro radici nelle figure mitologiche delle Moire, cosa chiara in particolare nella fiaba La bella addormentata, dove le fate madrine decretano il suo fato e sono associate con la filatura.
Generalmente, il protetto di una fata madrina è un principe o una principessa e l'eroe della storia, e la madrina usa la sua magia per aiutarlo. Un esempio è la fata madrina nella fiaba Cenerentola di Perrault, mentre nella versione dei fratelli Grimm la protagonista è aiutata dal fantasma della defunta madre che si manifesta in uno stormo di colombe. Un altro esempio è rappresentato dalle svariate fate madrine che compaiono ne La bella addormentata, che vennero però aggiunte da Perrault, dato che non compaiono nella sua fonte, Sole, Luna e Talia di Giambattista Basile. Anche la Fata dai capelli turchini di Pinocchio prende il ruolo di fata madrina per il protagonista, al punto che a metà racconto si autonominerà sua madre.

## Nella cultura moderna
- La serie animata Nickelodeon Due fantagenitori, gira attorno alle vicende di un ragazzino che diventa il protetto di due fatine che esaudiranno i suoi desideri. Per quanto chiamati "fantagenitori" nella versione italiana, il nome inglese della loro specie rende chiaro che si trattino di versioni moderne delle fate madrine.